# Vila Baleira
A Vila Baleira é a capital e única cidade da ilha do Porto Santo, na Região Autónoma da Madeira, em Portugal. A ilha só tem esta povoação, e administrativamente tem um único município, o Município de Porto Santo, e uma só freguesia, a Freguesia de Porto Santo, que abrangem também os ilhéus de Baixo, de Cima, de Ferro e da Fonte de Areia. A cidade é uma das poucas sedes de município com nome diferente do próprio município. Vila Baleira foi elevada à categoria de cidade a 7 de agosto de 1996. A cidade tem uma população de 5 483 habitantes (2011).

## História
Aquando do povoamento do arquipélago da Madeira, este foi dividido em três capitanias, duas na ilha da Madeira e uma na ilha do Porto Santo. A Carta de Doação da Donataria do Porto Santo foi concedida a Bartolomeu Perestrelo, o seu primeiro capitão-donatório, a 1 de novembro de 1446, e o foral de município poucos anos depois. Foi elevado a concelho em 1835.
No âmbito arquitetónico, são de realçar importantes monumentos do património regional, como sejam a Casa-Museu de Cristóvão Colombo (genro do primeiro donatário), a Câmara Municipal de Porto Santo, o tribunal e a igreja matriz e as capelas de Nossa Senhora da Graça — construída logo após a descoberta da ilha e restaurada em 1951 —, do Divino Espírito Santo, de São Pedro e da Misericórdia.

## Imagens

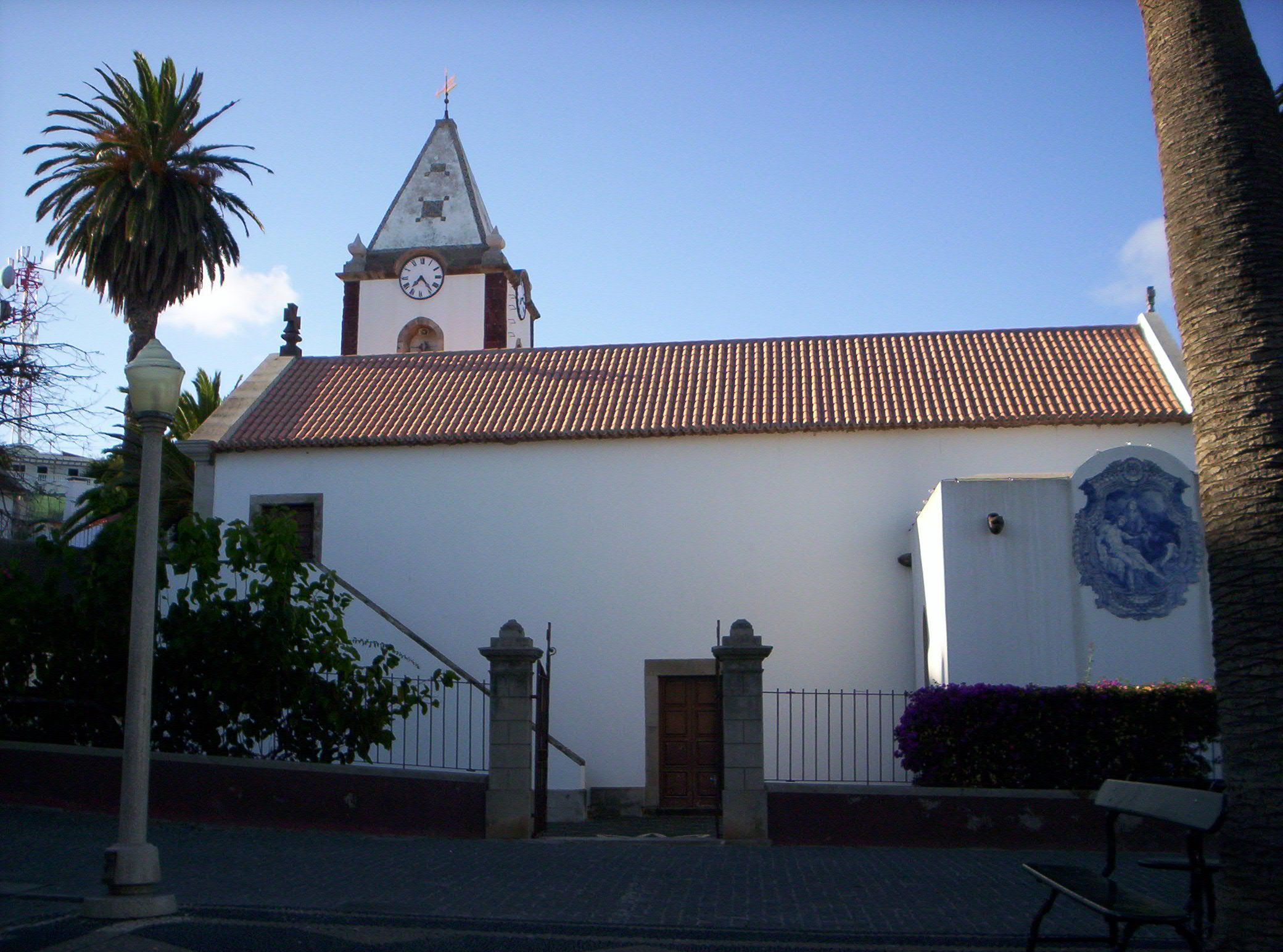
Igreja matriz de Vila Baleira
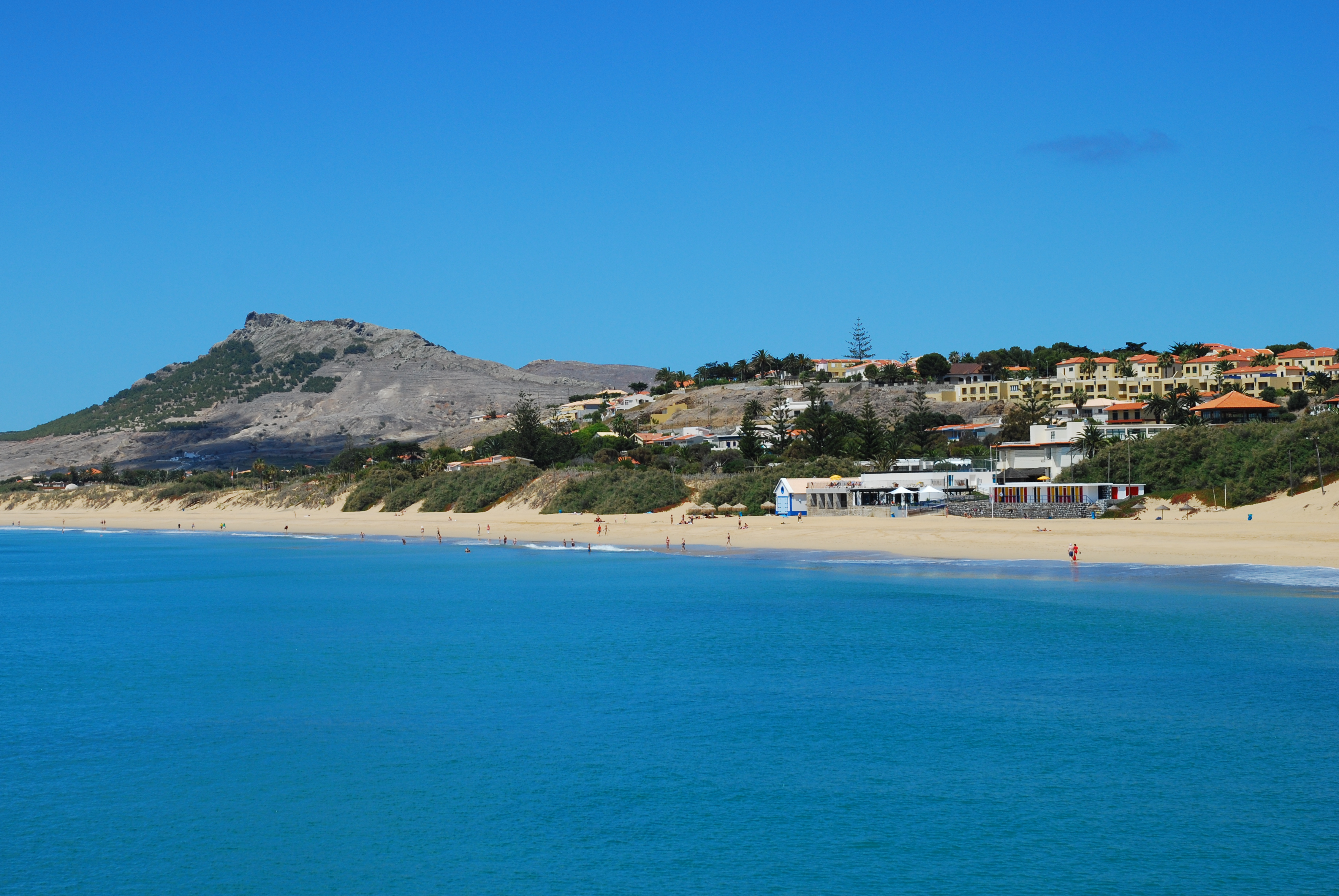
Praia frente a Vila Baleira
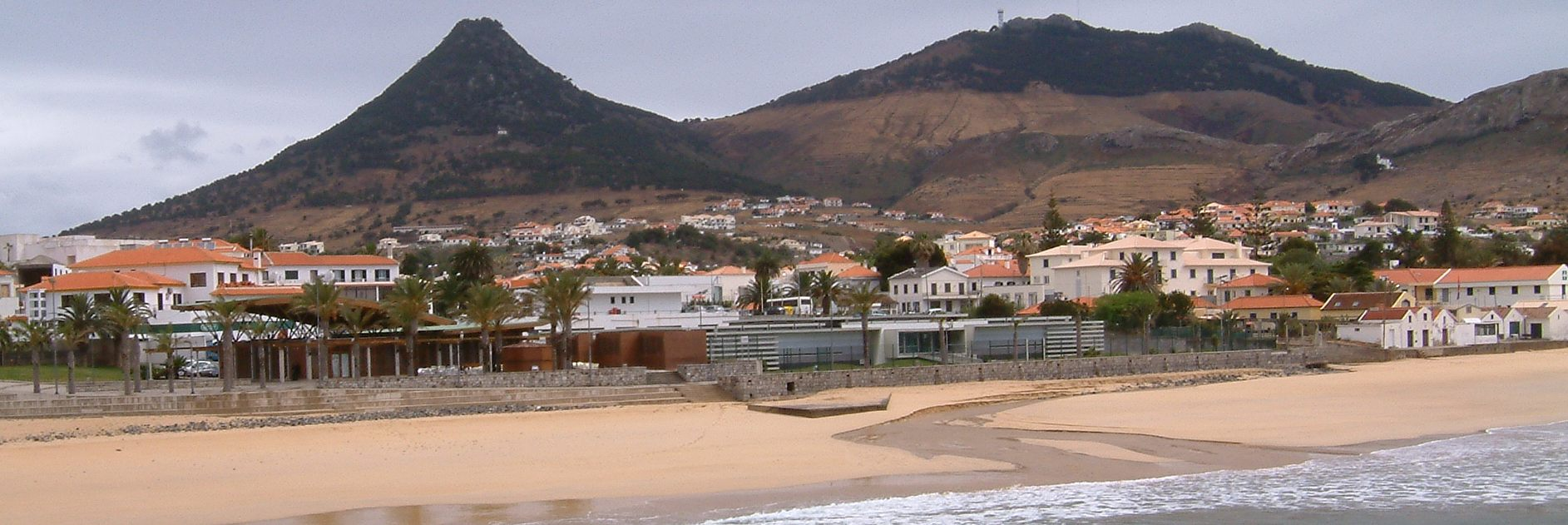
Praia frente a Vila Baleira
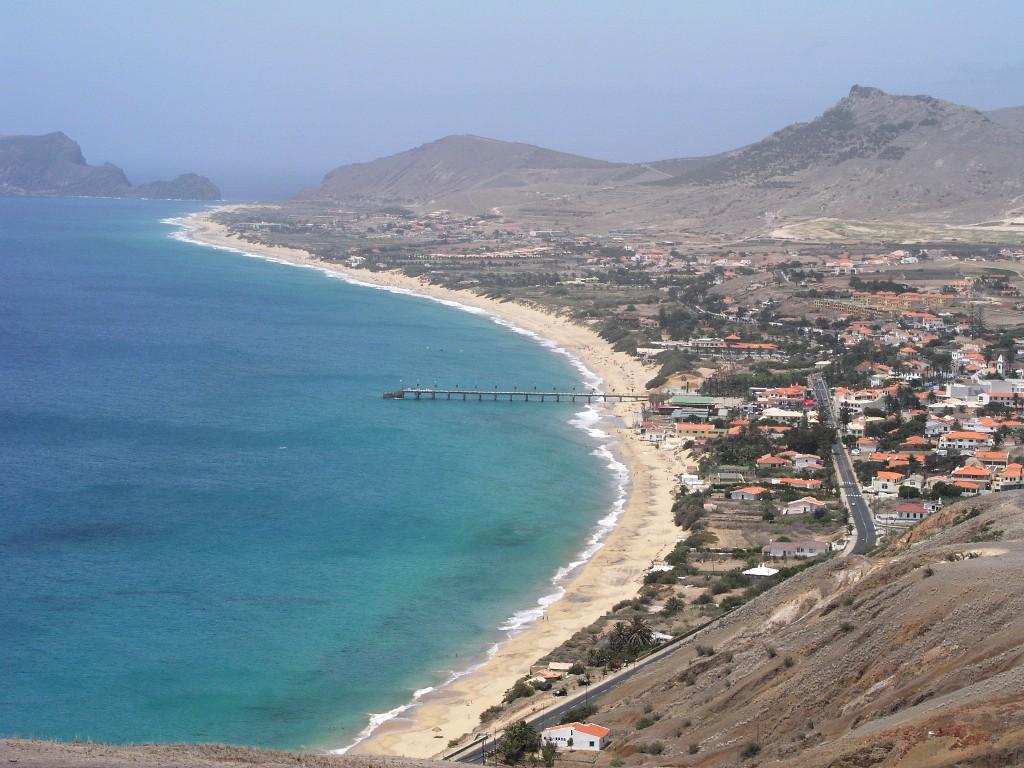
Vila Baleira à direita
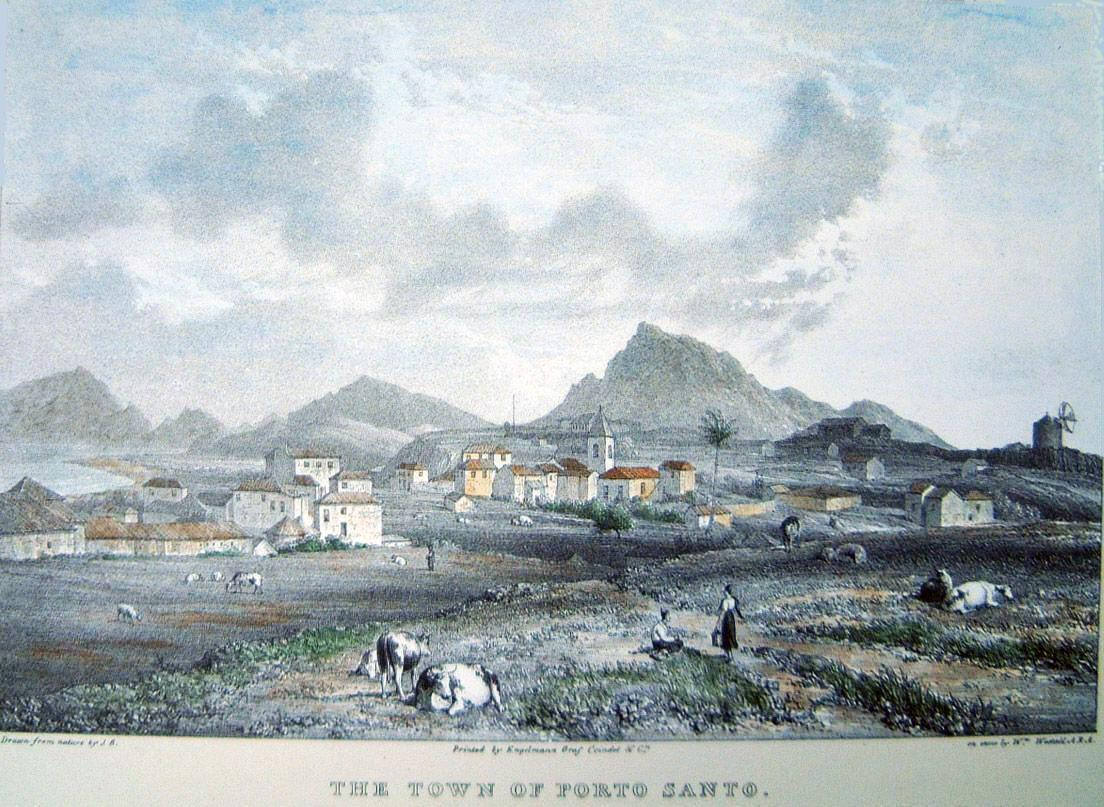
A povoação da ilha em 1825